# Retinoinsyra

Molekylstruktur.

Retinoinsyra är en metabolit av vitamin A (retinol). Retinoinsyra spelar en roll i tillväxt och fosterutveckling hos större djur, däribland människan.